# 洛吉布瓦大區
5°50′N 5°22′W / 5.833°N 5.367°W

洛吉布瓦大區（法語：Lôh-Djiboua），是科特迪瓦的31個大區之一，位於該國南部，由戈吉布阿區負責管轄，首府設於迪沃，始建於2011年，面積10,650平方公里，2014年人口729,169，人口密度每平方公里68人。